# 哈洛韋爾 (緬因州)
哈洛韋爾（英語：Hallowell）是美國緬因州肯納貝克縣的一個城市。面積15.8平方公里。根據2000年美國人口普查，人口2,467人。